# Kanaighat
Kanaighat è un sottodistretto (upazila) del Bangladesh situato nel distretto di Sylhet, divisione di Sylhet. Si estende su una superficie di 412,25 km² e conta una popolazione di 178.654 abitanti (dato censimento 1991).